# IPad (第六代)
iPad (第 6 代)（英語：sixth-generation iPad，俗称iPad 2018）是一台由蘋果公司所開發、銷售的平板電腦，並於2018年3月27日，在蘋果公司於芝加哥舉辦的教育春季發表會正式發佈。此iPad為2017年發表的iPad (第五代)的升級版，採用蘋果A10 Fusion處理器，並加入對Apple Pencil 1的支援。

## 顏色
顏色包括：
| 顏色 | 名稱   | 英語       | 備註       |
| ---- | ------ | ---------- | ---------- |
|      | 太空灰 | Space Gray | 正面為黑色 |
|      | 銀色   | Silver     | 正面為白色 |
|      | 金色   | Gold       | 正面為白色 |

## 时间线
|  |